# Fönsterventil

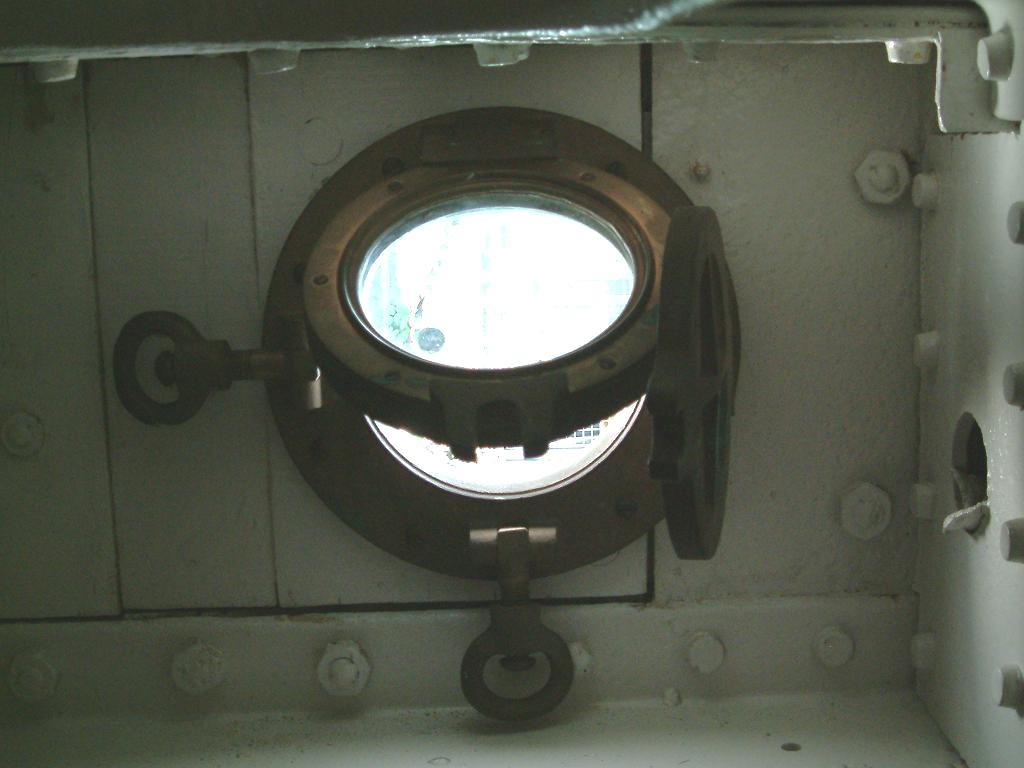
Fönsterventil med stormlucka. Öglan nedtill är en skruvanordning för att hålla glasrutan stängd. Öglan till vänster är motsvarande skruvanordning för stormluckan.

En fönsterventil eller ventil är ett runt eller ovalt mindre fönster i ett fartyg. Både fasta och öppningsbara varianter förekommer. För att hindra att vatten tränger in i fartyget om glaset krossats är fönsterventiler ofta kompletterade med en stormlucka, en kraftig metallucka som låses fast med en skruvanordning. Bilden till höger visar en sådan ventil sedd inifrån.

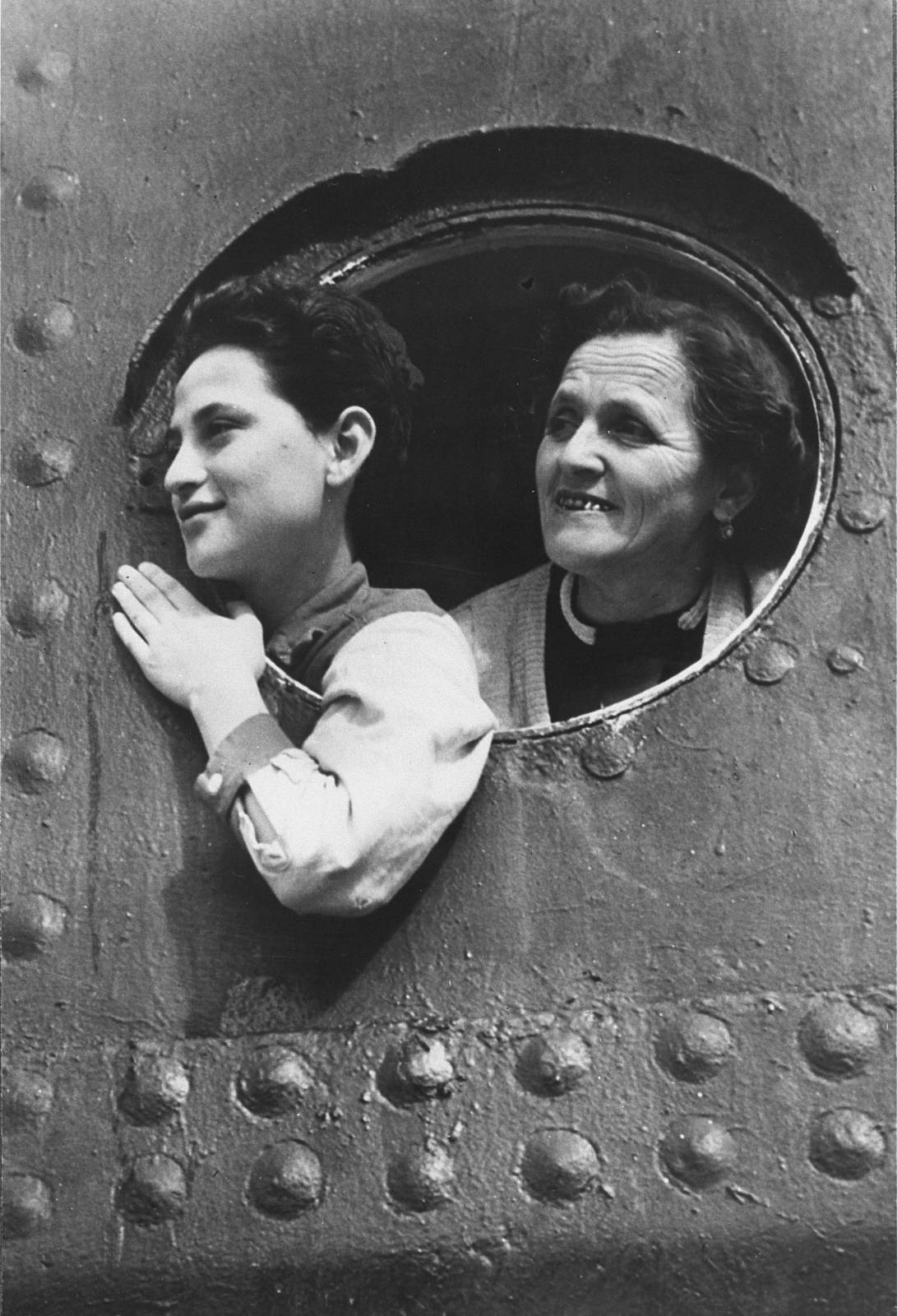
Fönsterventil i ett passagerarfartyg.